# Micrastur mintoni
Il falco di foresta criptico (Micrastur mintoni Whittaker, 2003) è un uccello rapace della famiglia dei Falconidi.

## Distribuzione e habitat
La specie è endemica della foresta pluviale amazzonica sud-orientale (Bolivia, Brasile).